# Hans Kühnis
Le Docteur Hans Kühnis est un pilote automobile bâlois, spécialiste de courses de côte et sur circuits.

## Biographie
Hans Kühnis est l'un des membres fondateurs du club automobile bâlois Basilisk en janvier 1956, le plus ancien automobile-club de suisse alémanique encore en activité, et fort désormais de quelque 600 licenciés et membres actifs.
Durant les années 1960, il pilote des Porsche et Abarth-Simca dans le cadre du championnat européen de la montagne.
En 1966, avec son compatriote du club Basilisk Heini Walter (également membre fondateur), ils sont intégrés à l'écurie du comte Georges Filipinetti (en cette même année, Herbert Müller autre champion d'Europe de la montagne suisse remporte la Targa Florio avec celle-ci, alors qu'eux-même finissent 15e de l'épreuve également sur Porsche 906 Carrere 6 Gr.4).
Hans Kühnis a obtenu des victoires de classe 2L. GT en 1967 et 1968 sur Porsche 906 à l'Hockenheimring (circuit à quelque 200 km de Bâle).
Il franchit le pas sur des monoplaces durant les années 1970 en courses de côtes continentales: en 1971 il évolue sur Sauber C2-Cosworth 2L., puis il termine sa carrière en compétitions sur C3 en 1973.

## Palmarès

### Titres
- Champion d'Europe de la montagne catégorie Grand Tourisme, en 1962 sur Porsche Carrera;
- Champion automobile de Suisse en 1965 et 1967.